# Kabinett Srettha Thavisin
Das Kabinett Thavisin bildete vom 2. September 2023 bis 14. August 2024 die Regierung von Thailand. Am 5. September 2023 wurden Ministerpräsident Srettha Thavisin und die 34 Mitglieder seines Kabinetts vereidigt. Dem Kabinett gehörten fünf Frauen an. Ministerpräsident Srettha Thavisin hatte auch das Amt des Finanzministers inne. Am 14. August 2024 wurde er überraschend seines Amtes enthoben und der bisherige Vize Phumitham Wechayachai übernahm dieses.

## Kabinettsmitglieder
| Amt                                                                   | Amtsinhaber | Amtsinhaber                 | Partei                     |
| --------------------------------------------------------------------- | ----------- | --------------------------- | -------------------------- |
| Ministerpräsident                                                     |             | Srettha Thavisin            | Pheu-Thai-Partei           |
| Finanzminister                                                        |             | Srettha Thavisin            | Pheu-Thai-Partei           |
| Vizepremierminister Handelsminister                                   |             | Phumitham Wechayachai       | Pheu-Thai-Partei           |
| Vizepremierminister                                                   |             | Somsak Thepsuthin           | Pheu-Thai-Partei           |
| Vizepremierminister Außenminister                                     |             | Panpree Phahitthanukorn     | Pheu-Thai-Partei           |
| Vizepremierminister Innenminister                                     |             | Anutin Charnvirakul         | Bhumjaithai-Partei         |
| Vizepremierminister Minister für natürliche Ressourcen und Umwelt     |             | Patcharawat Wongsuwan       | Phalang-Pracharat-Partei   |
| Vizepremierminister Energieminister                                   |             | Phiraphan Salirathawiphak   | Ruam-Thai-Sang-Chat-Partei |
| Minister im Büro des Premierministers                                 |             | Phuangpetch Chunlaied       | Pheu-Thai-Partei           |
| Verteidigungsminister                                                 |             | Suthin Klangsaeng           | Pheu-Thai-Partei           |
| Minister für Tourismus und Sport                                      |             | Sudawan Wangsuphakitkoson   | Pheu-Thai-Partei           |
| Minister für soziale Entwicklung und menschliche Sicherheit           |             | Varawut Silpa-archa         | Chart Thai Pattana Partei  |
| Minister für Hochschulbildung, Wissenschaft, Forschung und Innovation |             | Suphamas Issaraphakdi       | Bhumjaithai-Partei         |
| Minister für Landwirtschaft und Genossenschaften                      |             | Thammanat Phromphao         | Phalang-Pracharat-Partei   |
| Verkehrsminister                                                      |             | Suriya Juangroongruangkit   | Pheu-Thai-Partei           |
| Minister für digitale Wirtschaft und Gesellschaft                     |             | Prasert Chanthararuangthong | Pheu-Thai-Partei           |
| Justizminister                                                        |             | Thawee Sodsong              | Prachachart-Partei         |
| Arbeitsminister                                                       |             | Pipat Ratchakitprakarn      | Bhumjaithai-Partei         |
| Kulturminister                                                        |             | Sermsak Phongpanich         | Pheu-Thai-Partei           |
| Bildungsminister                                                      |             | Permpoon Chidchob           | Bhumjaithai-Partei         |
| Minister für öffentliche Gesundheit                                   |             | Chonlanan Srikaew           | Pheu-Thai-Partei           |
| Industrieminister                                                     |             | Phimphatra Wichaikul        | Ruam-Thai-Sang-Chat-Partei |